# Marcus Cornelius Fronto
Marcus Cornelius Fronto (±95 - ±167) was een Romeins retoricus/advocaat en literair criticus. Zijn correspondentie met onder meer keizer Marcus Aurelius is bewaard gebleven.

## Leven
Fronto is geboren in Cirta in Numidia. Volgens Edward Champlin wordt zijn Berberse komaf bevestigd door een opmerking in een brief, waarin hij zichzelf beschrijft als "een Libyer van de nomadische Libyers". Anderen zijn van mening dat deze opmerking schertsend bedoeld is, en dat hieruit niets geconcludeerd kan worden met betrekking tot zijn afkomst. Fronto kwam tijdens de regering van Hadrianus naar Rome. Hij werd al snel benoemd tot quaestor - en later praetor - van Sicilië. Iets voor 160 werd hij aangewezen als proconsul van Asia, maar deze eer weigerde hij met het oog op zijn gezondheid. Zijn hele leven lang genoot hij een grote reputatie als redenaar: volgens tijdgenoten overtrof enkel zijn verre voorganger Marcus Tullius Cicero hem hierin. Enkele navolgers werden naar hem Frontoniani genoemd. Tussen 139 en 145 was Fronto privéleraar van Marcus Aurelius.
Van filosofie moest hij niets hebben. In de literatuur had hij een sterke voorkeur voor de Latijnse schrijvers uit de tijd van de Republiek. Dat wil zeggen dat schrijvers als Ennius, Plautus, en Sallustius als voorbeelden beschouwd werden. Aan deze voorkeur danken wij het behoud van enkele fragmenten van antieke schrijvers die hij citeert.
Behoudens enkele kleine gedeeltes uit zijn redevoeringen is slechts een deel van zijn correspondentie (die niet bedoeld was om te worden gepubliceerd), overgeleverd. Verder bericht zijn leerling Aulus Gellius in boek XIX van zijn Noctes Atticae over Fronto's uitgebreide kennis van met name het archaïsche Latijn, en in II, 26 over zijn verdediging van de kwaliteiten van het Latijn ten opzichte van het Grieks.

## Geschiedenis van de publicatie
In 1815 ontdekte Angelo Mai in de Biblioteca Ambrosiana in Milaan een palimpsest, waarin oorspronkelijk brieven van Fronto aan zijn keizerlijke leerlingen met antwoorden stonden. Later vond Mai meer bladen van dit manuscript in de Biblioteca Apostolica Vaticana.
Mai was echter geen professioneel paleograaf: niet alleen was de tekstuitgave die hij verzorgde van slechte kwaliteit, ook heeft hij door bepaalde chemische bewerkingen het manuscript voor hem leesbaarder gemaakt, maar daarmee delen van de tekst voor lateren onleesbaar gemaakt. Tevens weigerde hij anderen inzicht te geven in het manuscript. Daardoor is de uitgave van de beroemde historicus B.G. Niebuhr tot stand gekomen zonder nadere inzage in het manuscript. Pas nadat Mai was overleden (1854) konden anderen het manuscript inzien, wat resulteerde in de uitgave van de Nederlander S.A. Naber, waarop de Loeb-editie is gebaseerd, die weliswaar ook een Engelse vertaling biedt, maar toch een onbetrouwbare, en tamelijk willekeurig geordende tekst geeft. De Oostenrijker Edmund Hauler heeft decennialang uitvoerig gepubliceerd over het manuscript, maar is er niet in geslaagd voor zijn dood (in 1941) een nieuwe editie te publiceren. De Nederlander Michiel P.J. van den Hout kwam in 1954 met een serieuze nieuwe editie, gebaseerd op Haulers gepubliceerde onderzoek. In 1988 verscheen van zijn hand een tweede uitgave, de Teubner-editie. waarvoor hij ook gebruik had gemaakt van Haulers ongepubliceerde aantekeningen. Nog weer elf jaar later verscheen van zijn hand een uitvoerig commentaar. Inmiddels bestaat er ook een Franse vertaling.